# Giorgio Ariani
Giorgio Ariani (Ferrara, 26 maggio 1941 – Empoli, 5 marzo 2016) è stato un attore, comico e doppiatore italiano.

## Biografia
Pur essendo nato a Ferrara, in seguito ad un parto improvviso, era fiorentino e nelle sue manifestazioni artistiche ha sottolineato la propria toscanità. 
Cominciò la sua carriera televisiva proprio come doppiatore nel 1972 col programma di Rai 1 Gulp! I fumetti in TV nella serie Nick Carter: sua era la voce del giapponesino Ten, celebre per le sue massime che iniziavano invariabilmente con "dice il saggio…". Entrò poi a far parte dei varietà L'altra domenica di Renzo Arbore nel 1976 e Dueditutto di Enzo Trapani nel 1982. L'anno precedente aveva esordito nel cinema con i film comici L'esercito più pazzo del mondo e I carabbimatti, ma è proprio nel 1982 che acquistò popolarità con le commedie farsesche Il sommergibile più pazzo del mondo e soprattutto Pierino la peste alla riscossa!, pellicola che Alvaro Vitali aveva rifiutato di interpretare.
Giorgio Ariani doppiò nella fine degli anni ottanta una trentina di comiche di Stanlio e Ollio per conto della Rai, assieme a Enzo Garinei (Stanlio). La direzione era di Giancarlo Governi e ciascuna comica veniva "sonorizzata" con la dizione da parte dei due della traduzione italiana delle didascalie mute, accompagnate per tutta la durata dalle musiche di Piero Montanari. Ha interpretato Ollio anche in alcuni spettacoli teatrali e in televisione nel corso del programma per bambini e ragazzi Magic. In televisione prese parte a: Drive In, Acqua calda, La sai l'ultima?, S.P.Q.R.. Sul grande schermo interpretò anche le pellicole: Sturmtruppen 2 - Tutti al fronte, Zitti e mosca, Caino e Caino e il Pinocchio di Roberto Benigni.
Nel 1987 prese parte alla rappresentazione teatrale Una zingara m'ha detto di Enrico Vaime, che ebbe un grande successo e che fu riproposta per tre anni. Nel 1990 scrisse, diresse ed interpretò l'ironico Anche i grassi hanno un'anima, per poi continuare la sua attività teatrale con la commedia Un bicchiere vuoto di Vinicio Gioli del 1996, andato in scena al Teatro Verdi di Firenze e poi replicato più volte in giro per l'Italia. Nel 2014 ha recitato nel film Le badanti di Marco Pollini, presentato in anteprima alla 71ª Mostra internazionale d'arte cinematografica di Venezia.

## Vita privata
Sposato, aveva tre figli e viveva a Montespertoli. È morto il 5 marzo 2016 all'ospedale di Empoli dopo una lunga malattia, all'età di 74 anni.

## Filmografia

### Cinema
- L'esercito più pazzo del mondo, regia di Marino Girolami (1981)
- I carabbimatti, regia di Giuliano Carnimeo (1981)
- Pierino la peste alla riscossa!, regia di Umberto Lenzi (1982)
- Il sommergibile più pazzo del mondo, regia di Mariano Laurenti (1982)
- Sturmtruppen 2 - Tutti al fronte, regia di Salvatore Samperi (1983)
- Zitti e mosca, regia di Alessandro Benvenuti (1991)
- Caino e Caino, regia di Alessandro Benvenuti (1993)
- Pinocchio, regia di Roberto Benigni (2002)
- Una moglie bellissima, regia di Leonardo Pieraccioni (2007)
- Io & Marilyn, regia di Leonardo Pieraccioni (2009)
- Amici miei - Come tutto ebbe inizio, regia di Neri Parenti (2011)
- I Wanna Be the Testimonial, regia di Davide Tafuni e Dado Martino (2014)
- Le badanti, regia di Marco Pollini (2015)

## Televisione
- L'altra domenica di Renzo Arbore (Rete 2, 1976)
- Tutto compreso (Rete 2, 1981)
- Due di tutto di Enzo Trapani (Rete 2, 1982)
- Supersera di Ferruccio Fantone (Rai 2, 1985)
- Drive In di Beppe Recchia (Italia 1, 1988)
- La sai l'ultima? di Stefano Vicario (Canale 5, 1996)
- I migliori anni di Carlo Conti (Rai 1, 2009)
- Mixtime di Fabio Irco (Toscana Tv, 2009)
- I fatti del giorno (Toscana Tv, 2009)

## Doppiaggio
- Oliver Hardy ne Gli allegri eroi (secondo ridoppiaggio), Allegri gemelli (secondo ridoppiaggio), I fanciulli del West (ridoppiaggio), Ciao amici! (ridoppiaggio), Sim salà bim (ridoppiaggio), Maestri di ballo (ridoppiaggio), Il grande botto e I toreador (ridoppiaggio)
- Ten in Nick Carter

## Riconoscimenti
- Leggio d'oro
  - 2008 – Leggio d'oro "Alberto Sordi"